# Toelkarem
Toelkarem of Tulkarm (Arabisch: طولكرم , Ṭūlkarm) is een stad in Palestina op de Westelijke Jordaanoever, in het noordwesten van het gelijknamige gouvernement Toelkarem.

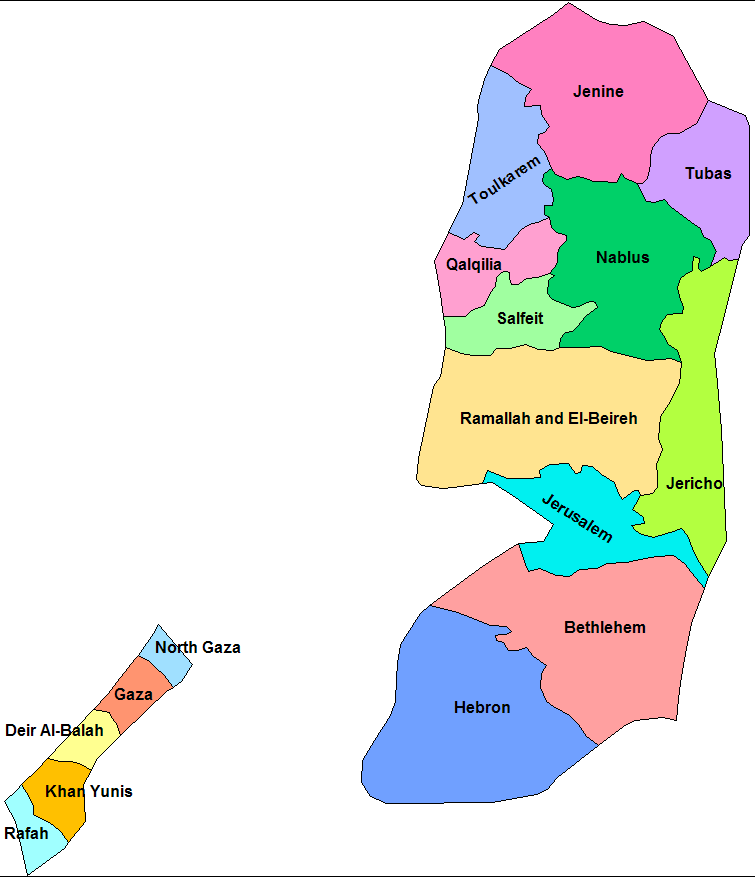
Gouvernementen van de Palestijnse Autoriteit, Palestina

De stad ligt ten noordoosten van Qalqiliya dicht bij de Groene Lijn (de grens met Israël) op slechts 15 kilometer afstand van de Middellandse Zee, maar voor de inwoners nauwelijks nog bereikbaar sinds de bouw van de Israëlische Westoeverbarrière in 2002. Ten oosten ervan liggen de Palestijnse steden Nablus en Jenin, en naar het zuiden Ramallah.
De plaats wordt vermeld in een lexicon van 1883-93 van Edward William Lane en door E.H.Palmer.
In 2007 had Tulkarem 51.300 inwoners, in 2017 64.532, en het vluchtelingenkamp Nur al-Shams in Toelkarem had 9.931 inwoners.

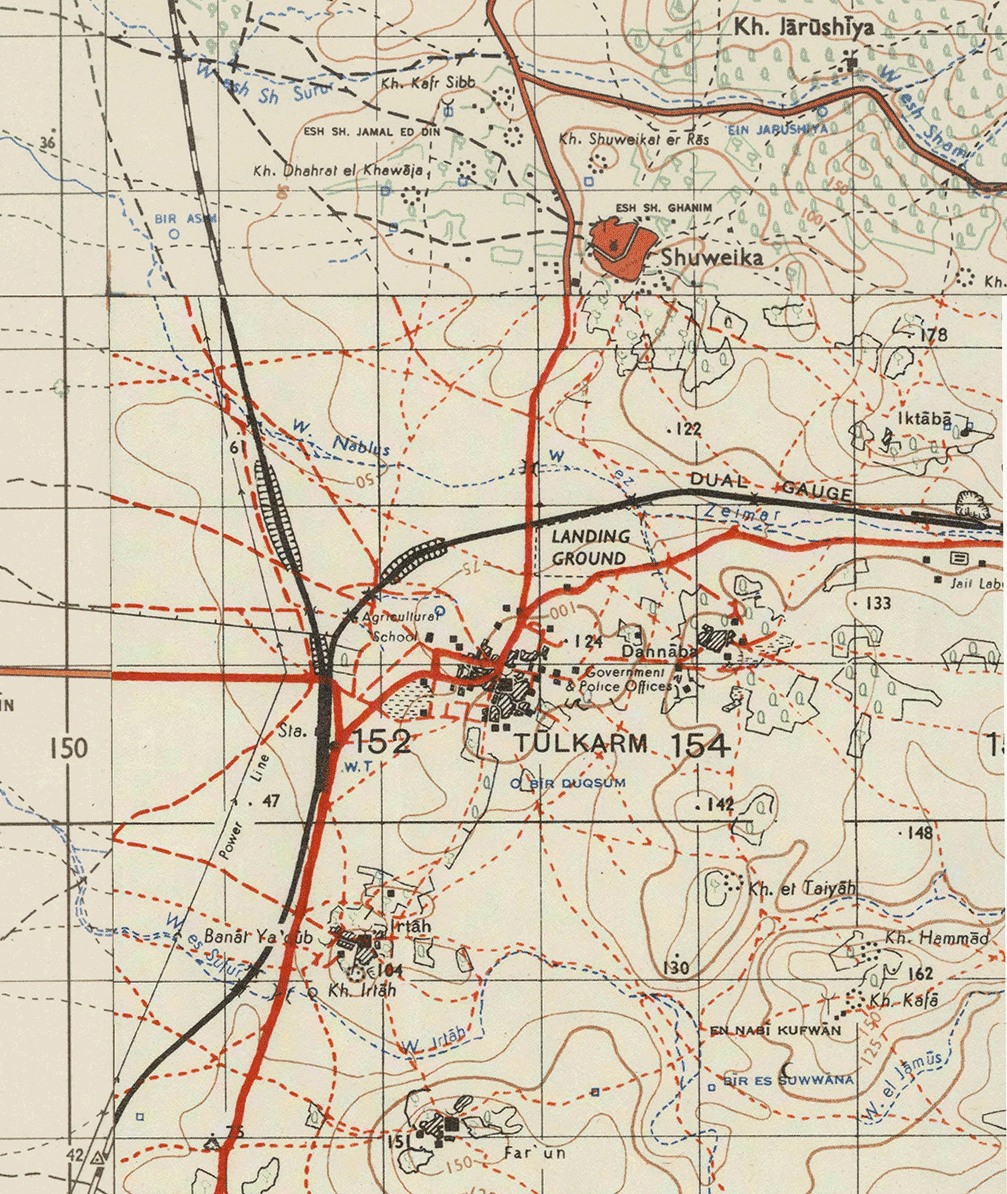
De regio rond Toelkarem, 1940

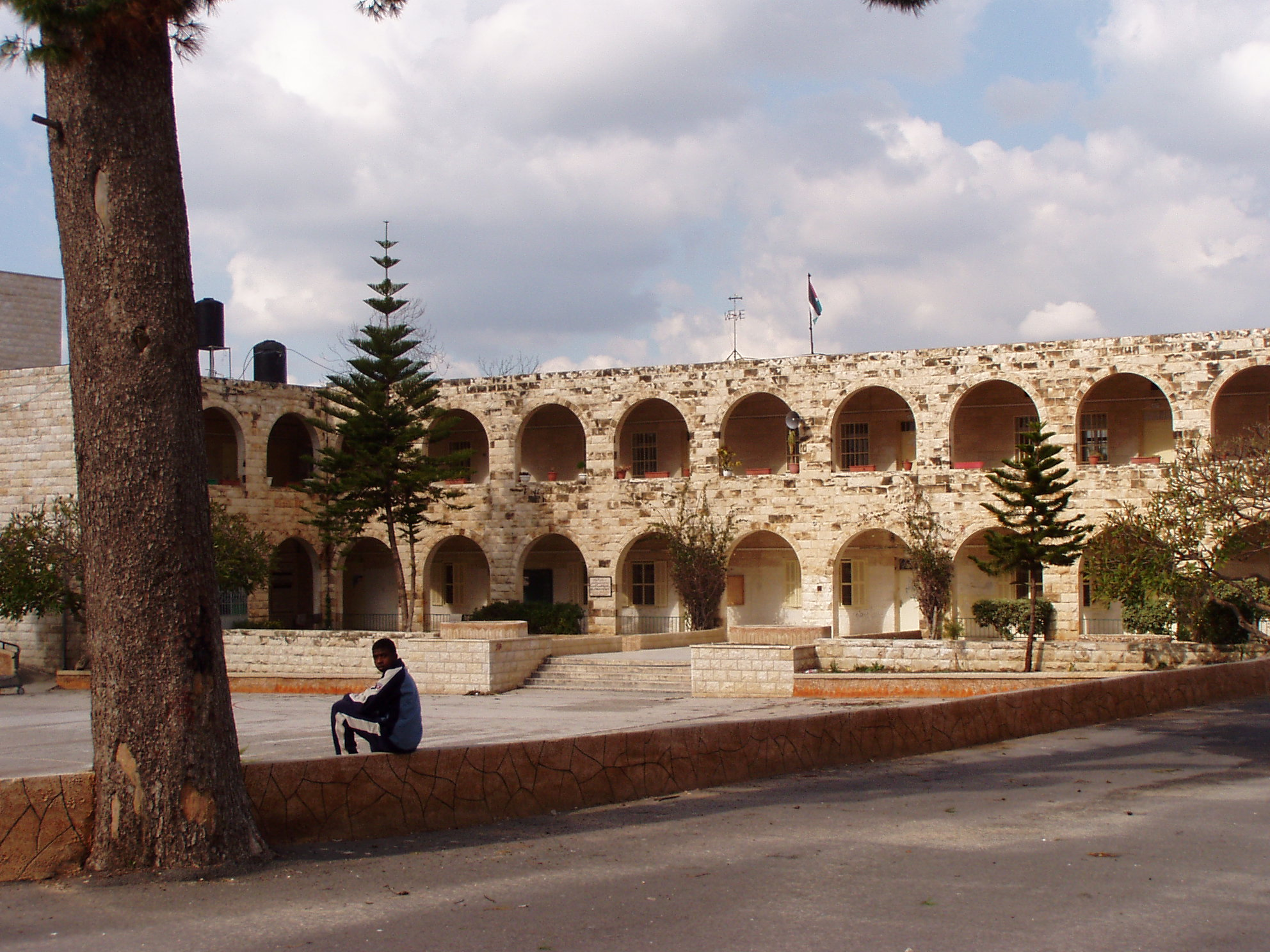
De Al-Adawiah-school in Toelkarem, 2007

Het vluchtelingenkamp Nur al-Shams van Toelkarem bestaat sinds 1950, na de Arabisch-Israëlische Oorlog van 1948. Het is gesticht door de UNRWA en is bevolkt door Palestijnse vluchtelingen uit Haifa, Jaffa en Kissaria en omgeving. Zij mochten door Israël bij wet niet naar hun woonplaatsen terugkeren. Het is een van de dichtstbevolkte Palestijnse vluchtelingenkampen op de Westelijke Jordaanoever met een bevolking van meer dan 21.000 mensen op een oppervlakte van 0,18 km². Tijdens de Tweede Intifada (2000-2005) had het kamp te maken met invallen, arrestaties, razzia's en avondklokken door het Israëlisch Defensieleger (IDF).
In Toelkarem bevindt zich sinds 1996 de Khadouri Campus (sinds 1930). Het is een van de vier campussen van de technische An-Najah National University, die in 1918 was gesticht als de An-Najah Nablusi School. In 1988 was de universiteit het door de Israëlische autoriteiten tot 'gesloten militair terrein' verklaard, maar in 1991 heropend. Op de Khadouri Campus bevindt zich de Landbouwfaculteit.

## Israëlische bezetting
In de Zesdaagse Oorlog van 1967 werd de Westelijke Jordaanoever door Israël veroverd en militair bezet. Ingevolge de Oslo-akkoorden van 1993-1995, werd dit hele gebied (voorlopig) ingedeeld in zones als voorbereiding en vooruitzicht op een onafhankelijke Palestijnse staat onder de Palestijnse Autoriteit. Eind 1995 werd het bestuur van Toelkarem door Israël overgedragen aan de Palestijnse Autoriteit.

### Situatie sinds 2000
In 2002 begon Israël met de aanleg en bouw van de Israëlische Westoeverbarrière die langs de Groene Lijn gebouwd werd, maar op vele plaatsen diep in Palestijns gebied werd aangelegd waardoor rondom Toelkarem grote delen Palestijns grondgebied aan de Israëlische kant van de muur kwam te liggen. De Groene Grenslijn is niet op Israëlische landkaarten aangegeven. Volgens de minister van Volkshuisvesting is het vertrouwelijke militaire informatie die niet vrijgegeven kan worden vanwege bezorgdheid dat het de internationale betrekkingen van de staat zou kunnen ondermijnen. Een vraag naar de kaart ervan valt onder de uitzonderingen in de Wet op de Vrijheid van informatie (Freedom of Information Law) en kan niet worden vrijgegeven.

#### Geweld en verdrijving door het leger en kolonisten
Sinds de bezetting en de bouw van de muur is het onrustig in Toelkarem. In 21 januari 2002 trokken Israëlische tanks en troepen Toelkarem binnen; de meest vergaande inval sinds 2000 toen de Palestijnen in opstand kwamen. De spanningen lopen sindsdien steeds verder op: er vinden invallen plaats, onaangekondigde huiszoekingen, kidnap van Palestijnse inwoners en arrestaties, en avondklokken worden ingesteld.
Grondgebied, dichtbij en tegen de Kadouri-campus van de Universiteit aan gelegen, is door Israël geconfisqueerd voor militaire trainingen. Sinds oktober 2015 is de campus regelmatig doelwit geweest van invallen door de Israëlische strijdkrachten (IDF). Studenten werden beschoten en gearresteerd.
Bulldozers ontwortelden begin november 2018 olijfbomen en verwoestten aangrenzend Palestijns land bij Toelkarem naast hun land waarop al een illegale Israëlische nederzetting Avnei Hefetz was gebouwd In de dorpjes rond Toelkaren vielen na enkele weken Israëlische soldaten op een avond talrijke Palestijnse huizen en winkels binnen, na hun deuren opgeblazen te hebben. Ze vuurden vele vlam-, gasbommen en schokgranaten af in verschillende buurten en straten. In 4 december 2018 vielen weer zo'n 100 Israëlische militairen rond middernacht de stad binnen. Inwoners die hen wilden weren en jongeren die stenen naar hen gooiden werden beschoten en er werden traangasgranaten afgevuurd. In een rustige buurt werd een groepje jongens beschoten, waarvan een 22-jarige geestelijk gehandicapte man in zijn hoofd werd geschoten. Hij overleed kort daarna in het ziekenhuis.
In februari 2019 werden vijf Palestijnen, van wie vier uit Toelkarem, door militairen in gijzeling meegenomen.
Sinds 2020 worden bij checkpoints en openingen in de Westoeverbarrière bij Toelkarem willekeuruig Palestijnen onder vuur genomen, onder wie arbeiders die in Israël werken of werk zoeken.
In mei 2020 stalen Joodse kolonisten zaailingen en landbouwgereedschappen van een Palestijnse plantenkwekerij aan de weg van Nablus naar Toelkarem.
Sinds het uitbreken van de Oorlog in Gaza vanaf 2023 werd het optreden van het Israëlisch defensieleger (IDF) op de bezette Westelijke Jordaanoever grimmiger en gewelddadiger. Ook de kolonisten gebruikten, vaak gewapend, steeds meer geweld om land van Palestijnen af te nemen en hen te dwingen hun huizen te verlaten. Met name tijdens de wapenstilstand van begin januari in de Gazastrook woerden overal op de Westelijke Jordaanoever werden sindsdien vele Palestijnen in administratieve detentie genomen en afgevoerd.
Op 6 mei 2024 werden in (het vluchtelingenkamp) Toelkarem drie kinderen in de leeftijd van 11, 12 en 14 jaar gebruikt als menselijk schild. Soldaten drongen met een hond hun huizen binnen en trokken de jongens weg bij hun familie. De jongens werden geslagen, mishandeld, en gedwongen voor te gaan bij het doorzoeken van Palestijnse huizen en wijken. In twee gevallen vuurden soldaten hun geweren vanaf de schouders van de jongens. De oudste jongen werd ondervraagd, mishandeld, en met plastic bandjes geboeide handen op zijn rug, moest hij voorop lopen en de soldaten seinen of de weg veilig was.
Op 9 februari 2025 werden een zwangere vrouw en een vrouw van 21 jaar gedood gedurende een militaire operatie van het IDF in het [Nur al-Shams vluchtelingenkamp bij Toelkarem.

## Geboren
- Widad Kawar (1931), verzamelaar van Arabische kleding en bijouterie